# Widno (Skwierawy)
Widno (kaszb. Widno) – przysiółek wsi Skwierawy w Polsce, położony w województwie pomorskim, w powiecie bytowskim, w gminie Studzienice, na Pojezierzu Bytowskim.
W latach 1975–1998 przysiółek administracyjnie należał do województwa słupskiego.